# Concert in the Garden
Albums de Maria Schneider
« Allegresse »
(2000) « Sky Blue »
(2007)
Concert in the Garden, sorti en 2004, est le quatrième album réalisé en studio de la compositrice–chef d’orchestre américaine Maria Schneider. Ce disque marque un tournant dans l’histoire de la production musicale : réalisé sous le label ArtistShare, il est le premier album dans l'histoire des Grammy Awards à être couronné d'un Grammy sans être disponible chez les disquaires mais seulement accessible depuis le site mariaschneider.com.

## Genèse de l’album

### Un modèle économique complètement nouveau pour les artistes musiciens
La réalisation du disque Concert in the Garden s'est faite via financement participatif (crowdfunding), à travers la plateforme ArtistShare dédiée au jazz.
Si les trois précédents albums de Maria Schneider ont reçu une nomination aux Grammy Awards, il aura fallu attendre quatre ans depuis le dernier album paru avant de voir la sortie effective de Concert In the Garden. Ceci s’explique par l’ampleur du projet et la difficulté de mener à bien financièrement cette opération, sachant le soin et les exigences de très haute qualité apportés par Maria Schneider à la production, la post production et les répétitions avec son big band de jazz en studio avant de réaliser les enregistrements.
L’entreprise est couronnée de succès puisque c’est la première fois dans l'histoire qu’un album gagne un Grammy Award sans être disponible chez un disquaire : Concert in the Garden est récompensé en 2015 du Grammy "Meilleur album d'un big band jazz". Il recevra aussi le titre d'"album de jazz de l’année" décerné par la Jazz Journalists Association, Maria Schneider se voyant gratifiée du titre de "compositrice et arrangeur de l’année", et son groupe de "big band jazz de l’année".
C’est ainsi grâce à ArtistShare qu’un projet d’une telle ampleur a pu voir le jour.
Selon Bloomberg News, "ArtistShare a été fondé avec cette idée que les fans pourraient financer le coût d'albums uniquement diffusés sur cette plateforme, assurant aux créateurs une bien meilleure protection de leurs droits d'auteurs et des contrats bien plus favorables que ceux dispensés habituellement par les maisons de disque". ArtistShare a été décrit en 2005 comme un "modèle économique complètement nouveau pour les artistes créateurs" qui "bénéficient à la fois à l'artiste et à ses fans par la réalisation de projets nouveaux et originaux, tout en construisant une base loyale et solide de fans pour l'artiste". Le parti pris choisi par la compositrice lui permet dès lors de financer la création de nouvelles œuvres artistiques ambitieuses tout en partageant avec les personnes qui la soutiennent la genèse et l'avancée de son processus créatif via des documents et photos, des vidéos explicatives, des séances filmées de répétition ou de discussions précises avec ses musiciens...

La notoriété acquise par ce Grammy, premier du genre, a permis à Maria Schneider de collaborer avec les législateurs et la Bibliothèque du Congrès pour protéger les droits des créateurs de musique. Ces efforts l'ont conduite à témoigner devant le sous-comité du Congrès sur la propriété intellectuelle en mars 2014, en se prononçant notamment contre Spotify et le streaming.

## Pistes
6 morceaux composent ce disque d’une durée de quelque 58 minutes 14 secondes ayant reçu l’éloge des revues spécialisées. The Penguin Guide to Jazz lui a donné le maximum de 4 étoiles, le faisant figurer comme album à posséder absolument dans sa discothèque et le considérant comme "la plus grande réussite de la carrière de la compositrice jusqu’à présent".
Concert in the Garden, en comparaison avec ses albums précédents, tire ici particulièrement son inspiration dans la forme de la musique espagnole (flamenco) et brésilienne.
1. Concert in the Garden (durée : 11 min 57 s) : ce morceau prend son inspiration dans le poème d’Octavio Paz du même nom[7]. C’est la chanteuse brésilienne de jazz Luciana Souza (qui apparaît sur plusieurs titres de l’album) qui fera découvrir ce poème à Maria Schneider alors que cette dernière lui faisait écouter le début d’un morceau qu’elle avait commencé à composer. Ce poème, donnant le titre du disque, la guidera comme un appel, lui donnant le souvenir de trois cabanes que son père avait construites dans des arbres au bord d’un lac du Minnesota d’où Maria Schneider pouvait observer tranquillement, des heures durant, le paysage et les oiseaux à la jumelle. Là, enfant, elle se sentait respirer en tandem avec le vent, se perdant dans les éléments et la nature pour ne faire plus qu’un avec eux. À l’image du poème :Il a plu, L’heure est un œil immense, En elle nous marchons comme des reflets, Le fleuve de la musique entre dans mon sang, Si je dis : corps, il répond : vent, Si je dis : terre, il répond : où ?, S’ouvre, fleur double, le monde : tristesse d’être venu, joie d’être ici. Je marche perdu en mon propre centre[8]. Chorus : Ben Monder (guitare), Franck Kimbrough (piano), Gary Versace (accordéon).
2. Three Romances: Choro Dançado (durée 9 min 45 s) : "Trois Romances" forme trois morceaux séparés. Le premier, Choro Dançado, est influencée par le choro - musique ancienne brésilienne qui est très légère et aérienne, écrite ici en contrepoint. Il s’agit juste d’une influence car l’harmonie utilisée dans ce morceau fait aussi non seulement appel à l'Espagne mais aussi à de la musique argentine. Pour Maria Schneider, il s’agit ici de rendre hommage à de nombreux compositeurs brésiliens pour qui le choro représente une très forte inspiration, en particulier pour Egberto Gismonti. Malgré ce que semble indiquer le titre du morceau, le choro n’est pas une musique pour la danse. C'est une transposition vers deux mondes qu’aime particulièrement la compositrice : la musique brésilienne et la danse. Chorus : Rich Perry (saxophone ténor), Frank Kimbrough (piano).
3. Three Romances: Pas de Deux (durée 9 min 02 s) : ce morceau, inspiré par une photo de la danseuse étoile Sylvie Guillem, vise à transfigurer cette suspension gracieuse dans les airs, l’emprise de cette beauté sur le public suspendu à la respiration des gestes de la danseuse. Avec ce morceau, Maria Schneider souhaite aussi rendre la magie du pas de deux, les lignes harmonieuses dessinées lorsque deux danseurs, dans leurs mouvements, ne font plus qu’un. Chorus Ingrid Jensen (bugle), Charles Pillow (saxophone soprano).
4. Three Romances: Dança Ilusória (durée 9 min 05 s) : morceau composé en hommage à Gene Kelly et Fred Astaire, Maria Schneider ayant rêvé enfant d’être conduite sur la piste par ces magnifiques danseurs (ce qui explique le titre "Danse illusoire"). La compositrice a choisi ce titre en portugais car les harmonies utilisées ici doivent beaucoup plus à la musique brésilienne qu’à la comédie musicale américaine. Chorus : Frank Kimbrough (piano), Larry Farrel (trombone).
5. Bulería, Soleá y Rumba (durée 18 min 24 s) : cette composition qui utilise des formes issues du flamenco (un hommage de Maria Schneider à Paco de Lucía) pourrait paraître la plus ambitieuse et celle qui a demandé le plus de travail dans sa réalisation. Elle s’est construite lors de circonstances personnelles difficiles dans la vie de la compositrice : - Curieusement, ce morceau m’a beaucoup plus écrit que moi je l’ai écrit, explique Maria Schneider(…). Je pensais que je n’arrivais plus à me concentrer, mais ce morceau m’a portée. A ma grande surprise, je suis alors devenue complètement dépendante de l'écriture, qui m’apportait la sérénité, me faisant me sentir inébranlable et incassable comme dans l’océan, lorsque se tient sous les vagues[9]. Chorus : Donny McCaslin (saxophone ténor), Greg Gisbert (bugle).

## Composition du big band
- Maria Schneider - compositrice/chef d'orchestre
- Tim Ries - saxophone alto, saxophone soprano, clarinette, flute, flute alto, flute basse ;
- Charles Pillow - saxophone alto, saxophone soprano, clarinette, flute, flute alto, hautbois, cor anglais ;
- Rich Perry - saxophone ténor, flute ;
- Donny McCaslin - saxophone ténor, saxophone soprano, clarinette, flute ;
- Scott Robinson - saxophone baryton, flute, clarinette, clarinette basse, clarinette contrebasse ;
- Tony Kadleck - trompette, bugle ;
- Greg Gisbert - trompette, bugle ;
- Laurie Frink - trompette, bugle ;
- Ingrid Jensen - trompette, bugle ;
- Keith O’Quinn - trombone ;
- Rock Ciccarone - trombone ;
- Larry Farrell - trombone ;
- George Flynn – trombone, trombone basse ;
- Ben Monder - guitare ;
- Frank Kimbrough - piano ;
- Jay Anderson - basse,
- Clarence Penn - batterie.

Et
- Jeff Ballard - cajón, quinto cajón (dans Bulería, Soleá y Rumba) ;
- Gonzalo Grau - cajón (dans Bulería, Soleá y Rumba) ;
- Gary Versace - accordéon (dans Concert in the Garden) ;
- Luciana Souza - voix (dans Concert in the Garden et Bulería, Soleá y Rumba), voix et pandeiro (dans Choro Dançado) ;
- Pete McGuinness - trombone (dans Pas de Deux et Dança Ilusória) ;
- Andy Middleton - saxophone ténor (dans Pas de Deux et Dança Ilusória).

## Crédits
Ce disque, produit par Maria Schneider (avec l’assistance de Ryan Truesdell), a été enregistré à New-York du 8 au 11 mars 2004 dans les studios Avatar.
- Ingénieur du son : David Baker, assisté de Brian Montgomery
- Mixé au Studio Barn par Brian Montgomery, Peter Carini et Maria Schneider
- Post mixé et pré mastérisé par Kathsuhito Naito et Maria Schneider
- Mastérisé par Gene Paul à DB Plus, assisté par Jamie Polaski